# Herb gminy Sieciechów
Herb gminy Sieciechów – symbol gminy Sieciechów.

## Wygląd i symbolika
Herb przedstawia na tarczy w polu niebieskim złotą literę „S”, ponad nią złotą koronę, a po jej obu stronach trzy złote sześcioramienne gwiazdy. Jest to historyczny herb miasta Sieciechów, występujący na wszystkich pieczęciach od XVI wieku. Trzy gwiazdy występują w herbie od XVII w. (wcześniej zawierał on dwie, umieszczone symetrycznie względem monogramu).